# Norra Hamgyong
Norra Hamgyŏng är en provins i Nordkorea. Provinsen gränsar till Kina i norr, Ryanggang i väst, Södra Hamgyong i sydväst. Provinshuvudstaden är Ch'ŏngjin. Provinsen Norra Hamgyŏng bildades år 1896, när Hamgyŏng delades i två delar.
Provinsen är även uppdelad i två städer (si) och tolv landskommuner (kun). En av de tre städerna är delade i sju mindre distrikt (kuyeok).

## Städer
- Ch'ŏngjin-si (청진시; 淸津市)
  - Ch'ŏngam-guyŏk (청암구역; 青岩區域)
  - Nanam-guyŏk (나남구역; 羅南區域)
  - P'ohang-guyŏk (포항구역; 浦港區域)
  - Puyun-guyŏk (부윤구역; 富潤區域)
  - Shinam-guyŏk (신암구역; 新岩區域)
  - Songp'yŏng-guyŏk (송평구역; 松坪區域)
  - Sunam-guyŏk (수남구역; 水南區域)
- Hoeryŏng-si (회령시; 會寧市)
- Kimch'aek-si (김책시; 金策市)

## Landskommuner
- Hwasŏng-gun (화성군; 化城郡)
- Hwatae-gun (화대군; 花臺郡)
- Kilchu-gun (길주군; 吉州郡)
- Kyŏngsŏng-gun (경성군; 鏡城郡)
- Musan-gun (무산군; 茂山郡)
- Myŏngch'ŏn-gun (명천군; 明川郡)
- Onsŏng-gun (온성군; 穩城郡)
- Ŏrang-gun (어랑군; 漁郞郡)
- Puryŏng-gun (부령군; 富寧郡)
- Saepyŏl-gun (새별군; 賽別郡)
- Ŭntŏk-gun (은덕군; 恩德郡)
- Yŏnsa-gun (연사군; 延社郡)